# Ixalidium haematoscelis
Ixalidium haematoscelis är en insektsart som beskrevs av Gerstaecker 1869. Ixalidium haematoscelis ingår i släktet Ixalidium och familjen gräshoppor. Inga underarter finns listade i Catalogue of Life.